# Zeds Dead
Zeds Dead is een muziekgroep uit Toronto die voornamelijk dubstep maakt. De bijnamen van de leden zijn DC en Hooks. DC en Hooks richtten in 2004 de groep Mass Productions op, die een album met hiphopinvloeden uitbracht. Sinds 2009 vormt het duo de groep Zeds Dead. De groep deed tournees in Groot-Brittannië, de VS, Nieuw-Zeeland en Australië. Zeds Dead slaat op de film Pulp Fiction.

## Discografie

### Ep's
- Rudeboy (2010, San City High Records)
- Rudeboy ft. Omar LinX (2011, San City High Records)
- Bassmentality (2011, Basshead Records)
- Rumble in the Jungle (2011, Mad Decent)
- You know ft. Oliver Heldens (2015, Spinnin'Records)